# Склад тимчасового зберігання
Склад тимчасового зберігання — спеціально виділене та облаштоване приміщення та/або
криті чи відкриті майданчики, резервуари, холодильні чи морозильні камери, де здійснюється тимчасове зберігання товарів і транспортних засобів, що переміщуються через митний кордон. На складі тимчасового зберігання вони перебувають з моменту надходження до митниці, до їх вилучення під відповідною митною процедурою.